# South Range
South Range – wieś w Stanach Zjednoczonych, w stanie Michigan, w hrabstwie Houghton.